# Меморіал Івана Глінки 2015
Меморіал Івана Глінки (англ. Ivan Hlinka Memorial) — 25-й міжнародний юніорський хокейний турнір, що проходив у двох містах: чеському Бржецлаві та столиці Словаччини Братислава, з 10 по 15 серпня 2015 року.

## Група АБржецлав
| М  | Команда   | І | В | ВО | ПО | П | Ш    | О |
| -- | --------- | - | - | -- | -- | - | ---- | - |
| 1. | Канада    | 3 | 3 | 0  | 0  | 0 | 14:3 | 9 |
| 2. | Швеція    | 3 | 2 | 0  | 0  | 1 | 6:5  | 6 |
| 3. | Чехія     | 3 | 1 | 0  | 0  | 2 | 6:8  | 3 |
| 4. | Швейцарія | 3 | 0 | 0  | 0  | 3 | 8:18 | 0 |

### 1 тур
| 10 серпня 2014 |

| Швеція                                                    | 4:3             | Швейцарія                |
| --------------------------------------------------------- | --------------- | ------------------------ |
| Нюландер — 17 Фаллстрем — 25 Ульссон — 37 Кедергольм — 60 | (1:1, 2:0, 1:2) | 6 — Гішір 44 — Волейнчек |

| Глядачів: 386 Арбітр: Чех Поляк |

| 10 серпня 2014 |

| Чехія        | 1:3             | Канада                              |
| ------------ | --------------- | ----------------------------------- |
| Кантнер — 17 | (1:2, 0:0, 0:1) | 7 — Дюбуа 16 — Патрік 49 — Маленцин |

| Глядачів: 1846 Арбітр: Граділ Сер |

### 2 тур
| 11 серпня 2014 |

| Канада                   | 2:0             | Швеція |
| ------------------------ | --------------- | ------ |
| Маклеод — 12 Біттен — 60 | (1:0, 0:0, 1:0) |        |

| Арбітр: Граділ Сер |

| 11 серпня 2014 |

| Чехія                                                       | 5:3             | Швейцарія                           |
| ----------------------------------------------------------- | --------------- | ----------------------------------- |
| Кодутек — 12 Кофрон — 24 Захар — 41 Кофрон — 50 Павлик — 60 | (1:0, 1:1, 3:2) | 24 — Штадлер 50 — Лерч 56 — Бранчен |

| Глядачів: 1780 Арбітр: Франьо Грібік |

### 3 тур
| 12 серпня 2014 |

| Швейцарія             | 2:9             | Канада                                                                               |
| --------------------- | --------------- | ------------------------------------------------------------------------------------ |
| Оеген — 18 Гішір — 26 | (1:4, 1:2, 0:3) | 6 — Бенсон 9 — Жост 15 — Клаг 17 — Жост 28 — Жирар 31 — Жост 54 — Патрік 57 — Махура |

| Глядачів: 314 Арбітр: Франьо Грібік |

| 12 серпня 2014 |

| Чехія | 0:2             | Швеція                |
| ----- | --------------- | --------------------- |
|       | (0:0, 0:0, 0:2) | 46 — Братт 51 — Оскар |

| Глядачів: 2760 Арбітр: Пешина Плажак |

## Група ВБратислава
| М  | Команда    | І | В | ВО | ПО | П | Ш     | О |
| -- | ---------- | - | - | -- | -- | - | ----- | - |
| 1. | Фінляндія  | 3 | 3 | 0  | 0  | 0 | 12:3  | 9 |
| 2. | Росія      | 3 | 2 | 0  | 0  | 1 | 10:7  | 6 |
| 3. | США        | 3 | 1 | 0  | 0  | 2 | 10:13 | 3 |
| 4. | Словаччина | 3 | 0 | 0  | 0  | 3 | 7:16  | 0 |

### 1 тур
| 10 серпня 2014 |

| Фінляндія                                                   | 5:1             | США            |
| ----------------------------------------------------------- | --------------- | -------------- |
| Макінен — 8 Туулола — 11 Сало — 15 Сомппі — 19 Макінен — 39 | (4:0, 1:1, 0:0) | 37 — Геттінгер |

| Глядачів: 284 Арбітр: Кубуш Гога |

| 10 серпня 2014 |

| Словаччина              | 2:5             | Росія                                                              |
| ----------------------- | --------------- | ------------------------------------------------------------------ |
| Роман — 9 Студеніц — 53 | (1:3, 0:1, 1:1) | 7 — Афанасьєв 10 — Веряєв 13 — Авраменко 24 — Каюмов 44 — Шевченко |

| Глядачів: 1228 Арбітр: Балушка Конц |

### 2 тур
| 11 серпня 2014 |

| США                            | 2:5             | Росія                                                               |
| ------------------------------ | --------------- | ------------------------------------------------------------------- |
| Міттельштадт — 20 Ямамото — 43 | (1:1, 0:2, 1:2) | 17 — Яковенко 40 — Гераскін 40 — Попугаєв 42 — Іванов 48 — Яковенко |

| Глядачів: 421 Арбітр: Новак Локшик |

| 11 серпня 2014 |

| Словаччина             | 2:4             | Фінляндія                                        |
| ---------------------- | --------------- | ------------------------------------------------ |
| Галбавий — 8 Кмец — 48 | (1:3, 0:1, 1:0) | 4 — Сало 10 — Толванен 12 — Макінен 37 — Койвула |

| Глядачів: 1328 Арбітр: Балушка Гога |

### 3 тур
| 12 серпня 2014 |

| Росія | 0:3             | Фінляндія                             |
| ----- | --------------- | ------------------------------------- |
|       | (0:0, 0:1, 0:2) | 6 — Макінен 47 — Оксанен 50 — Туулола |

| Глядачів: 378 Арбітр: Новак Гога |

| 12 серпня 2014 |

| Словаччина                           | 3:7             | США                                                                                        |
| ------------------------------------ | --------------- | ------------------------------------------------------------------------------------------ |
| Бучек — 37 Кмец — 49 Соленський — 56 | (0:2, 1:2, 2:3) | 3 — Нірім 8 — Міттельштадт 24 — Римша 27 — Геттінгер 56 — Ямамото 58 — Бергер 59 — Леонард |

| Глядачів: 1278 Арбітр: Локшик Мюллнер |

## Матч за 7-е місце
| 14 серпня 2014 |

| Словаччина                                                       | 5:6 б                 | Швейцарія                                                                        |
| ---------------------------------------------------------------- | --------------------- | -------------------------------------------------------------------------------- |
| Ружичка — 16 Бучек — 21 Зеленак — 24 Ляцька — 36 Соленський — 48 | (1:2, 3:1, 1:2 - 0:1) | 5 — Гішір 18 — Сутер 29 — Міранда 48 — Міранда 60 — Гейм переможний бул. Робертс |

| Глядачів: 328 Арбітр: Новак Мюллнер |

## Матч за 5-е місце
| 14 серпня 2014 |

| Чехія                               | 3:4             | США                                                     |
| ----------------------------------- | --------------- | ------------------------------------------------------- |
| Найман — 12 Райхель — 37 Захар — 59 | (1:0, 1:3, 1:0) | 21 — Міттельштадт 23 — Фармер 24 — Ямамото 43 — Ямамото |

| Глядачів: 649 Арбітр: Граділ Мрква |

## Плей-оф

### Півфінали
| 14 серпня 2014 |

| Фінляндія   | 1:2             | Швеція                   |
| ----------- | --------------- | ------------------------ |
| Яааска — 10 | (1:1, 0:0, 0:1) | 8 — Дойтч 47 — Фаллстрем |

| Глядачів: 321 Арбітр: Кубуш Конц |

| 14 серпня 2014 |

| Канада                              | 2:1 б                 | Росія       |
| ----------------------------------- | --------------------- | ----------- |
| Куроу — 26 Патрік — переможний бул. | (0:1, 1:0, 0:0 - 1:0) | 20 — Рубцов |

| Глядачів: 528 Арбітр: Годек Сер |

### Матч за третє місце
| 15 серпня 2014 |

| Фінляндія                               | 3:4             | Росія                                                |
| --------------------------------------- | --------------- | ---------------------------------------------------- |
| Яааска — 12 Валімакі — 17 Коппанен — 24 | (2:1, 1:0, 0:3) | 3 — Севченко 41 — Попугаєв 51 — Попугаєв 53 — Каюмов |

| Глядачів: 428 Арбітр: Балушка Конц |

### Фінал
| 15 серпня 17:10 | Канада | 7:3 (4:0, 2:1, 1:2) | Швеція | Бржецлав Глядачів: 654 |

| Протокол | Протокол                                | Протокол                                           | Протокол                   | Протокол          |
| --- | --------------------------------------- | -------------------------------------------------- | -------------------------- | ----------------- |
| | Веллс                                   | Голкіпери                                          | Густавссон з 17 хв. Валлін | Арбітр: Годек Сер |
| Дюбуа — 3 Дюбуа (Жирар) — 12 Маклеод (Кашпік) — 16 Бенсон (Жирар) — 17 Кашпік (Маклеод) — 28 Куроу (Патрік, Мете) — 40 Маленцин (Жост, Дюбуа) — 52 | 1:0 2:0 3:0 4:0 5:0 5:1 6:1 6:2 6:3 7:3 | 34 — Братт 42 — Нюландер 43 — Фаллстрем (Нюландер) |                            | Арбітр: Годек Сер |
| 5 хв. | Вилучення                               | 5 хв.                                              |                            | Арбітр: Годек Сер |
| 35 | Кидки                                   | 18                                                 |                            | Арбітр: Годек Сер |

## Підсумкова таблиця
|   | Канада     |
|   | Швеція     |
|   | Росія      |
| 4 | Фінляндія  |
| 5 | США        |
| 6 | Чехія      |
| 7 | Швейцарія  |
| 8 | Словаччина |